# Instituto Superior de Contabilidade e Administração de Lisboa
O Instituto Superior de Contabilidade e Administração de Lisboa (ISCAL) é a instituição de ensino superior integrada no Instituto Politécnico de Lisboa vocacionada para a área das ciências empresariais, nomeadamente de contabilidade, gestão e finanças.

## História
O inicio do ISCAL remonta ao século XVIII com a criação da Aula de Comércio em 19 de Maio de 1759 pelo Marquês de Pombal, este curso tinha a duração de 3 anos.
O Instituto Superior de Contabilidade e Administração de Lisboa (ISCAL) orgulha-se de ter uma história marcada pela tradição e pelo rigor académicos. Por isso relembra o seu passado para melhor projetar o seu futuro que quer construir. Na segunda metade do século XVIII foi criada pelo Marquês de Pombal a "Aula do Comércio" (Alvará de 19 de Maio de 1759). Passaram então a ministrar-se "lições de aritmética, de pesos e medidas das diversas praças comerciais, de câmbios, de seguros e de escrituração comercial", com vista a dotar profissionais competentes para as organizações de negócios, cuja falta se fazia sentir. Esta sua perspetiva faz com que seja o Marquês de Pombal justamente considerado um dos primeiros micro economistas do mundo. 
O Curso, com duração de três anos, era ministrado por "lentes" (aquele que lê, professores …) cujo primeiro foi JOÃO HENRIQUE SOUSA e frequentado essencialmente por filhos de homens de negócios e também por escolares sem recursos. Como curiosidade é de referir que os últimos beneficiavam das propinas pagas por vinte escolares filhos de homens de negócios. Vários direitos passaram então a ser conferidos aos diplomados pela Aula do Comércio, de tal forma que a Carta da Lei de 30 de Agosto de 1770 estabelece que ninguém poderia ser, nem mesmo os filhos de comerciantes, admitidos como guarda-livros, caixeiros e praticantes de casas comerciais portuguesas, sem a respetiva Carta de Aprovação.

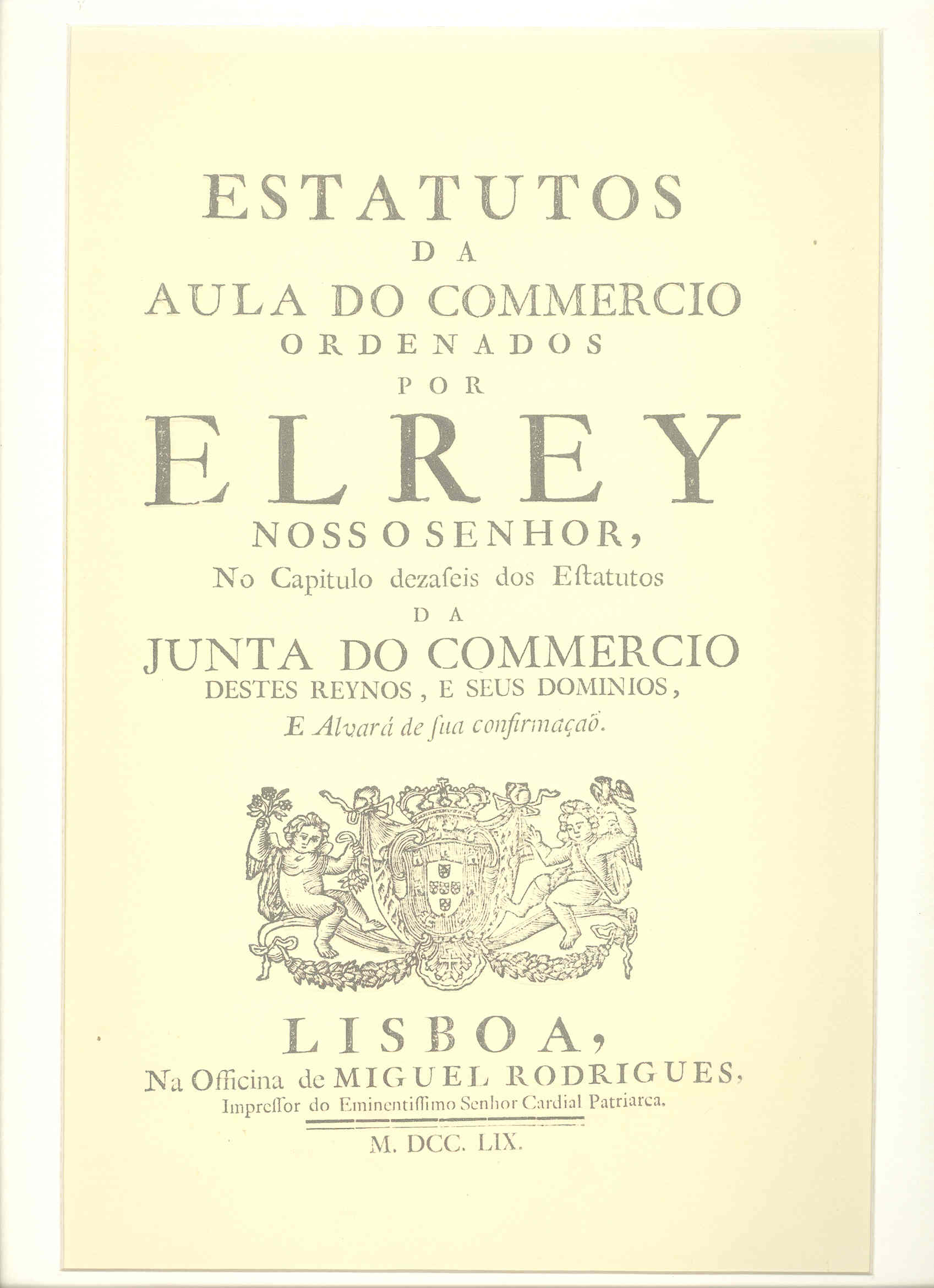

Com a implantação da República o Instituto Industrial e Comercial de Lisboa em 1911 foi dividido em duas escolas, o Instituto Superior Técnico e o Instituto Superior de Comércio.
Em 1976 os Instituto Comercial de Lisboa passa a ter a designação de Instituto Superior de Contabilidade e Administração de Lisboa, tendo poder para ministrar os graus de licenciatura e mestrado.

## Cursos
Todos os cursos do Instituto Superior de Contabilidade e Administração estão de acordo com a Declaração de Bolonha: 

### Licenciaturas (1.º Ciclo)
- Contabilidade e Administração Ramo: Contabilidade
- Contabilidade e Administração Ramo: Fiscalidade
- Contabilidade e Administração Ramo: Gestão e Administração Pública
- Finanças Empresariais
- Gestão
- Solicitadoria
- Comércio e Negócios Internacionais

### Mestrados (2.º Ciclo)
- Análise Financeira
- Auditoria
- Contabilidade
- Contabilidade e Gestão das Instituições Financeiras
- Controlo de Gestão e Avaliação de Desempenho
- Fiscalidade
- Gestão e Empreendedorismo

### Pós-Graduações
- Administração e Gestão Financeira Pública
- Contabilidade e Gestão Pública

### Professores ilustres
- Manuel da Silva Gaio
- Júlio César Machado
- Veiga Barão
- Antonio Albino da Fonseca Benevides
- António Augusto de Aguiar
- Ressano Garcia
- Patrício Prazeres
- Quirino da Fonseca
- Eduardo dos Santos Andreia

### Alunos ilustres
- Joaquim Pedro Quintela
- Inocêncio Francisco da Silva
- Cipriano Ribeiro Freire
- Alexandre Herculano
- Aníbal António Cavaco Silva
- Vítor Vicente
- Miguel Barroca
- Joana Veiga
- Eduardo Catroga
- Roberto Cortegano
- Ana Tavares
- Vitor Ribeirinho
- Sara do Ó
- Rita Piçarra

## Investigação

### Produção Científica
A produção científica é uma das componentes importantes na atividade de docência. No ISCAL esta componente assume cada vez maior preponderância tendo em conta os desafios académicos e respetivas orientações estratégicas a que o ISCAL se propôs na sua missão.
Neste sentido o ISCAL apoia e incentiva a produção científica por parte dos seus docentes através de publicações em revistas, jornais e livros de referência ou através da organização de eventos como conferências e congressos.
O ISCAL disponibiliza aos docentes uma plataforma online para registo da produção científica, no qual poderão registar toda a atividade ocorrida neste âmbito.

### CEFAGE - Centro de Estudos e Formação Avançada em Gestão e Economia
O CEFAGE, unidade de investigação financiada pela Fundação para a Ciência e Tecnologia e por esta atualmente avaliada com a classificação de muito bom, foi criado em 2006 e dedica-se à investigação científica nas áreas da Gestão e da Economia. Este centro reúne um conjunto de investigadores de elevado mérito nas referidas áreas, estando a unidade de gestão principal sediada na Universidade de Évora. Para além da referida unidade de gestão principal, o CEFAGE é ainda constituído por quatro polos, na Universidade do Algarve, na Universidade da Beira Interior, na Faculdade de Ciências e Tecnologia da Universidade Nova de Lisboa, e no ISCAL.
O ISCAL é o mais recente polo do CEFAGE e pretende constituir-se como um núcleo agregador dos investigadores do nosso Instituto, no sentido de apoiar e projetar o trabalho científico de mérito dos nossos docentes. O polo conta atualmente com 4 membros integrados e 9 membros colaboradores, havendo a expetativa de que estes números possam crescer significativamente no médio prazo. Os investigadores integrados e colaboradores desenvolvem a sua atividade de investigação nas áreas da gestão, finanças, economia, e contabilidade.

## Associações

### Associação de Estudantes (AEISCAL)
A Associação de Estudantes do Instituto Superior de Contabilidade e Administração de Lisboa (AEISCAL)  é, por definição, a associação que reúne e representa todos os mais de 3000 estudantes desta instituição de ensino superior. Considerando todos os estudantes do ISCAL como seus sócios, foi legalmente criada em 16 de Março 1981 fruto da necessidade da representação destes numa estrutura organizativa e oficial que defendesse os seus interesses.
A AEISCAL desenvolve inúmeras atividades nas áreas politico-representativa, científico-pedagógica, recreativa (desportiva e cultural) e social, tendo já um peso significativo na vida do ISCAL, do Instituto Politécnico de Lisboa, da Academia de Lisboa e também no panorama nacional, sendo que neste último, faz-se representar em diversos fóruns de discussão, sempre na salvaguarda dos interesses dos estudantes do ISCAL.

### Tuna Iscalina
Fundada em 1994, a Tuna Iscalina é a tuna académica do Instituto Superior de Contabilidade e Administração de Lisboa. Este projeto, baseado na mais antiga tradição académica, inclui no seu repertório, uma panóplia de alegres hinos e melodias, com alguns temas originais, criando à sua volta, um espaço único de convívio e divertimento. 
A Tuna participou em várias audições, festivais e concursos e em acontecimentos recreativos e culturais, em diversos pontos do país, tais como no Porto, Beja, Aveiro, Coimbra, Faro e ainda nos Açores e Madeira, que lhe granjearam prestigio e a obtenção de diversos prémios de originalidade e interpretação.

### ISCAL JBS
A ISCAL Junior Business Solutions é uma empresa júnior que atua na área da Consultoria. Um dos grandes objetivos da ISCAL JBS é a promoção de uma relação próxima entre os estudantes do ISCAL e o mercado de trabalho bem como com as empresas do setor empresarial. Através dos projetos realizados, os seus colaboradores terão a oportunidade de desenvolver e melhorar as suas capacidades de trabalho e soft skills bem como ter acesso a um conjunto de formações que permitirá o desenvolvimento pessoal e profissional. 
Assim sendo, ISCAL Junior Business Solutions é uma organização que ambiciona, através da realização de projetos reais e desafiadores, tornar-se a si e aos seus colaboradores uma representação de referência e excelência. 